# Hemići
Hemići är en ort i Bosnien och Hercegovina.   Den ligger i entiteten Federationen Bosnien och Hercegovina, i den centrala delen av landet, 90 km nordväst om huvudstaden Sarajevo. Hemići ligger 703 meter över havet och antalet invånare är 137.
Terrängen runt Hemići är huvudsakligen kuperad. Hemići ligger nere i en dal. Närmaste större samhälle är Bugojno, 18,7 km söder om Hemići. 
I omgivningarna runt Hemići växer i huvudsak lövfällande lövskog. Runt Hemići är det ganska tätbefolkat, med 93 invånare per kvadratkilometer.